# ČKD–BKV Tatra T5C5K
A ČKD–BKV Tatra T5C5K a Budapesten használt csehszlovák gyártmányú Tatra T5C5 villamos korszerűsített változata.
Az új típus a szakzsargonban a „Kátra” becenevet kapta. Az első két prototípus jármű 2002. november 23-án kezdte meg a próbafutását. Ezt követően 2003. április 28-ától álltak menetrend szerinti forgalomba, elsőként az 59-es vonalon. A Fehér úti műhelyben 2004-ig összesen 80 kocsi újult meg főjavítás keretében. Ezek mind a Szépilona kocsiszín állományába kerültek. (Onnan az 56-os, 59-es, 61-es és részben a 18-as, 118-as vonalakra kiadva.) 2023 novemberétől a 304 motorkocsiból álló T5C5K2M flotta szerelvényei teljes körűen a 12-es, 14-es, 41-es, 56-os, 56A, 59-es, 59A, 59B, 61-es és részlegesen az 1-es, 1A, 17-es, 19-es, 28-as, 28A és a 37A jelzésű viszonylatokon közlekednek.

## Műszaki újdonságok
A jármű olyan energia-visszatáplálásra alkalmas, a T5C5 félautomata kontaktoros vezérlését felváltó IGBT-tranzisztoros egyenáramú szaggatós hajtásrendszerrel korszerűsödött, amelynek eredményei:
- a villamos indításakor veszteségmentes a vezérlés, féküzemben energia-visszatáplálásra alkalmas, így összesen a korábbiakhoz képest 1/3-dal csökkent az energiafelhasználás
- a korszerű vezérlés mind az indítást, mind a fékezést egyenletessé teszi, ezáltal az utazás kényelmesebb, a kocsi nem rángat
- a kipörgésgátlás (ABS) és a csúszásvédelem (ESC) biztonságosabbá teszi a közlekedést

Az energiatakarékos üzemmód kialakításához a Környezetvédelmi Alap Céltámogatása is hozzájárult.
Az utaskomfortot javító felújításokon túl a járművezető munkáját könnyíti az új műszerasztal, a kényelmes, ergonómiailag tervezett vezetőülés, a nagy felületű fűthető tükrök és a motoros áramszedő-lehúzó.
A környezetbarát fejlesztéseken túl megújultak az ülések, új borítást kapott az utastér ahol fűtés is megtalálható de klíma nincs, a járművön belül és kívül több elektronikus vizuális kijelző ad információt, melyeket FOK-Gyem rendszerű, hangos utastájékoztatás egészít ki. A járművekben leszállásjelző-rendszer került kiépítésre: az ajtók fölött elhelyezett leszállásjelző lámpák azon az oldalon világítanak, ahol az ajtók megálláskor nyílni fognak. Az ajtók kívülről gombnyomásra, egyedileg nyithatók, és becsípődés, beszorulás elleni védelemmel vannak ellátva, így nem csukódik rá sem az utasra, sem a poggyászra az ajtó, mert az automatikusan újra kinyílik. (A külső gombokat hamar vízállóra cserélték.) Ezek a szerelvények nem kompatibilisek a felújítatlan Tatra T5C5 kocsikkal.

## T5C5K2
A 2010-től esedékes főjavításokon átesett kocsik típusjelzése T5C5K2-re módosul. A fékek teljesen megújulnak, áram-visszatáplálós rendszerűek lettek. Az apró változtatások mellett a csendesebb motorú ajtók már képesek az automatikus ajtó-visszazárásra. Télen ez fontos a szerelvények utasterének melegen tartása és az energiatakarékosság miatt. A kocsik futása finomabb és nyugodtabb lett. A szélvédő alatt a két vékony ablaktörlőt kicserélték egy vastagra, 2012-től megduplázódva a szélvédő alsó sarkaihoz kerültek. Az ablakokra karcolás védő fóliát ragasztottak. Az ajtók fölötti lépcsővilágítás erősebb fényerejű lett. A világítótestbe épített infraérzékelő az alsó lépcsőfokon történő mozgást érzékeli. A lépcső PVC helyett fém borítást kapott. A leszállásjelzők pedig a korábbi szögletes helyett a lemezből kiálló kör formájúakra változtak. 2013-tól kezdve bevezették a kerékpár szállítás lehetőségét. 2017-ben fejeződött a T5C5K széria 2K felújítási sorozata. 2015-től a főjavításokon átesett Tatra T5C5K2 villamosok típusjelzése Tatra T5C5K2M-re módosul, mivel ezek kompatibilisek a meglévő Tatra T5C5K2 kocsikkal. (Az utasterükre a narancssárga helyett már a citromsárga színvilág a jellemző.) A T5C5K2M szerelvények a 14-es, 12-es viszonylatokon debütáltak, illetve 2016 nyarától pedig részlegesen az 1-es villamos vonalán álltak forgalomba. 2016-tól kezdve a korszerűsítés alatt átesett Tatra T5C5 kocsikba a sötétített oldalablakok mellett már ajtóvésznyitókat is beépítettek. Az első két vésznyitóval ellátott kocsik a 4217-es és 4304-es pályaszámúak, ezek 2016. május 6-án álltak forgalomba. A 2020-ban elvégzett főjavításoktól kezdve a vezetőfülke klímaberendezése és az utastéri biztonsági kamerák mellett LED-es utastéri világítást, fényszórókat, zárlámpákat és féklámpákat is építettek a Szépilona kocsiszínbe visszaköltöző kocsikba. Az egységesítési és felújítási program befejeződésével, 2022 őszétől a 30 darab T5C5 motorkocsi kivételével az összes fővárosban futó Tatra villamos a T5C5K2M típusjelzést fog viseli.

## Galéria

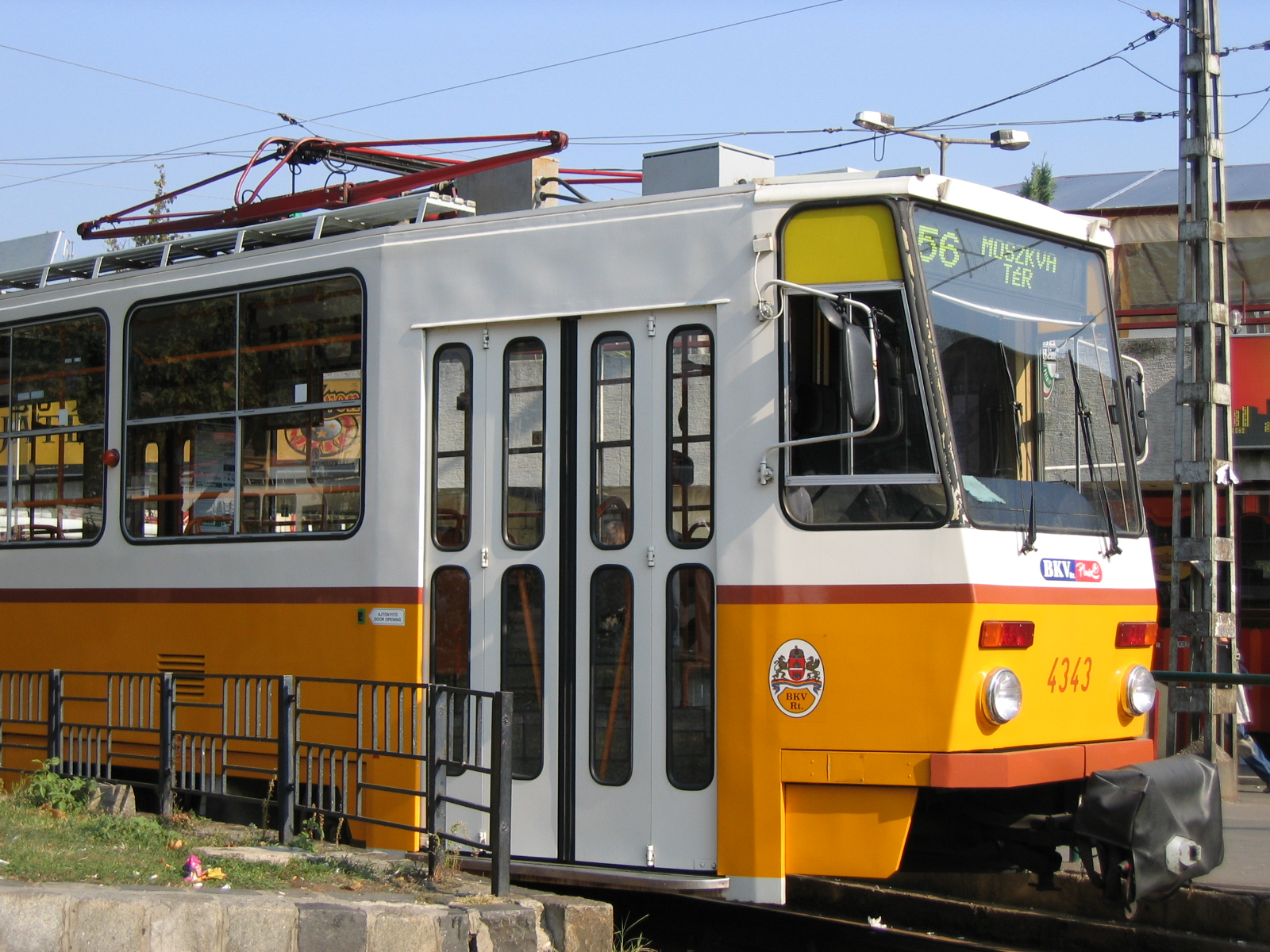
A 4343 pályaszámú Tatra T5C5K (modernizált Tatra T5C5) villamos a Széll Kálmán téren, Budapesten
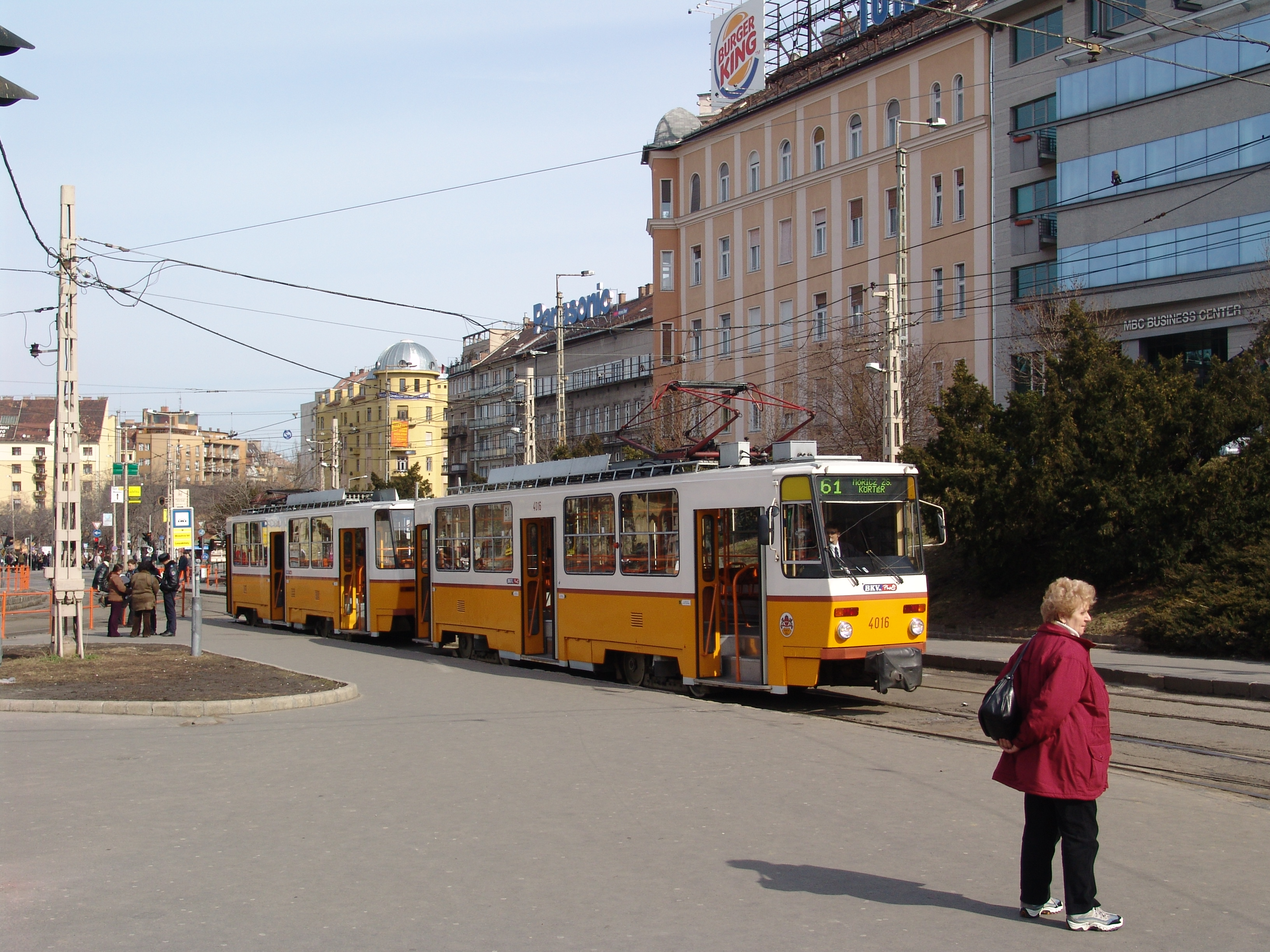
Tatra T5C5K típusú villamos a 61-es villamos Széll Kálmán téri végállomásán
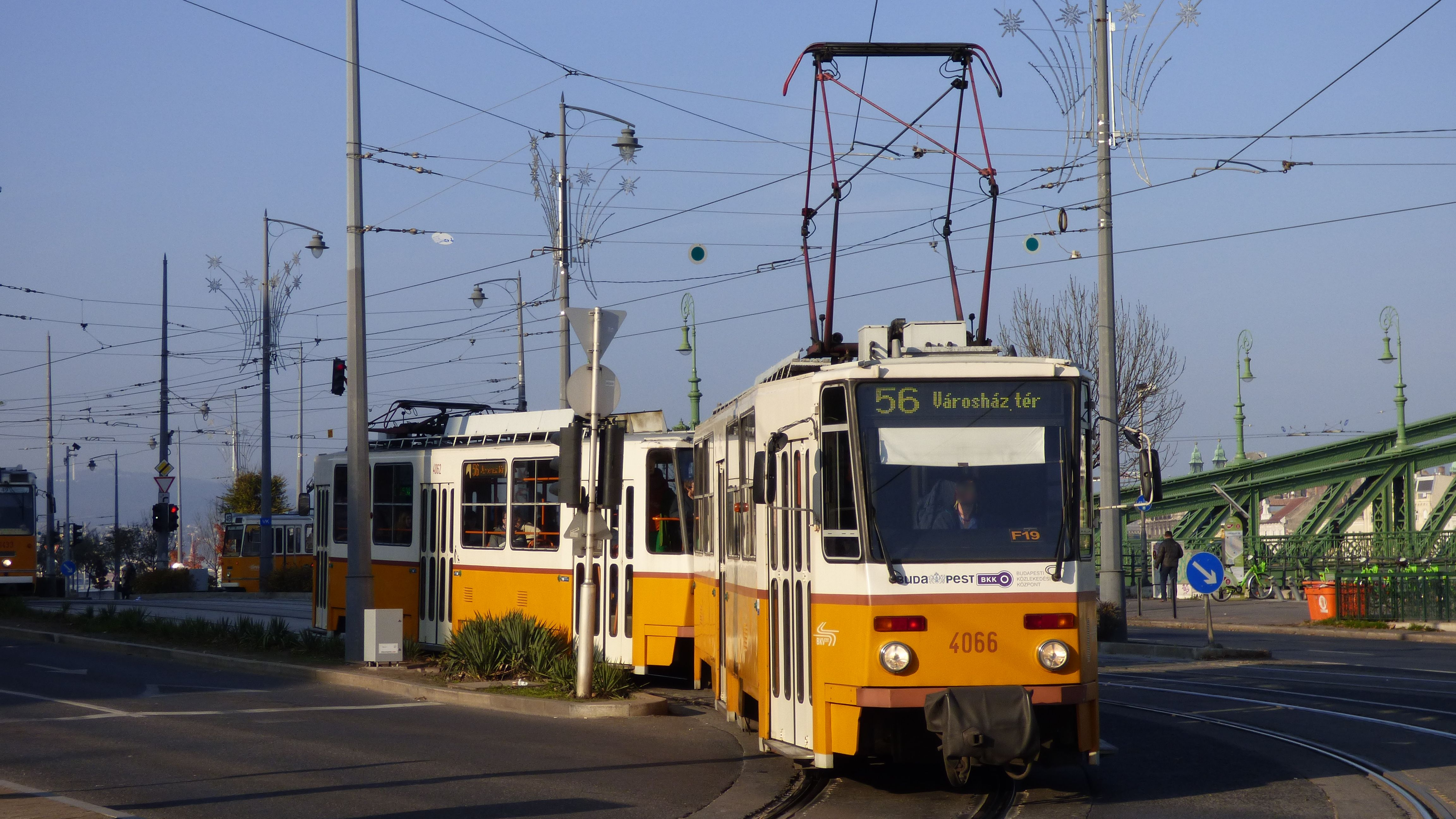
T5C5K 2016-ban
(4274-4343) Tátra páros halad Budafok elágazás fele 2021 ben.
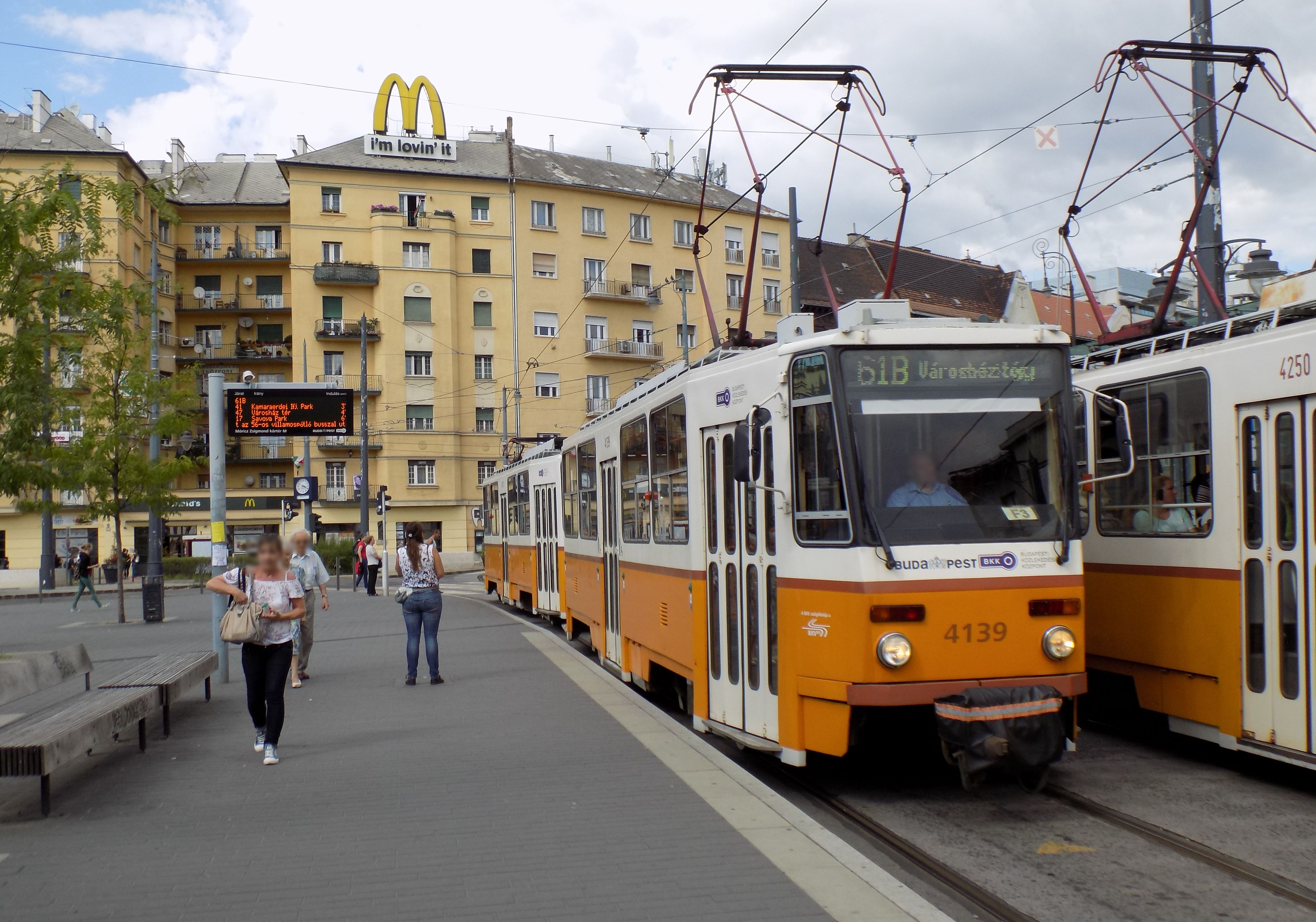
Tatra T5C5K2
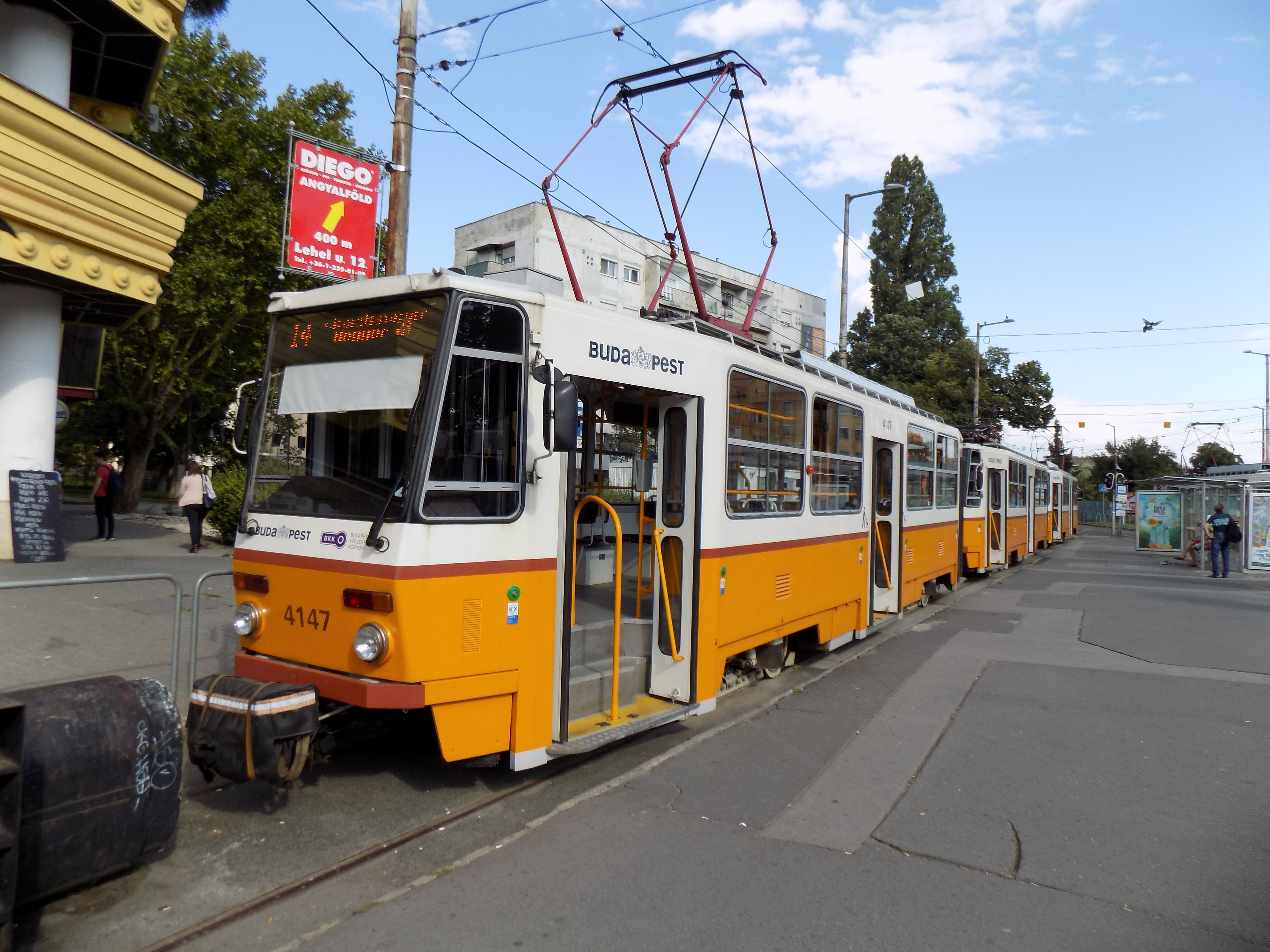
Tatra T5C5K2M 2017-ben
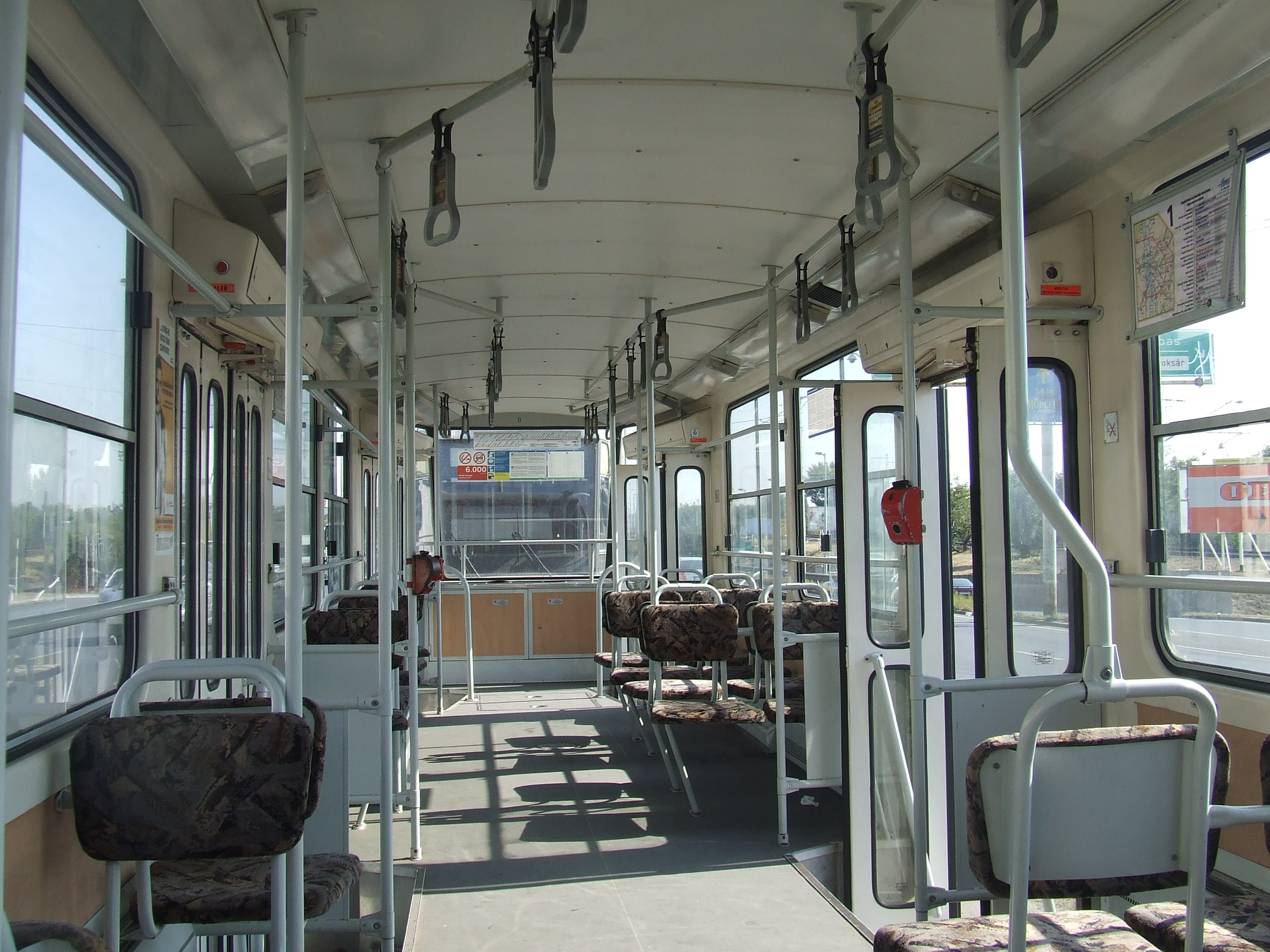
Hagyományos Tatra villamos
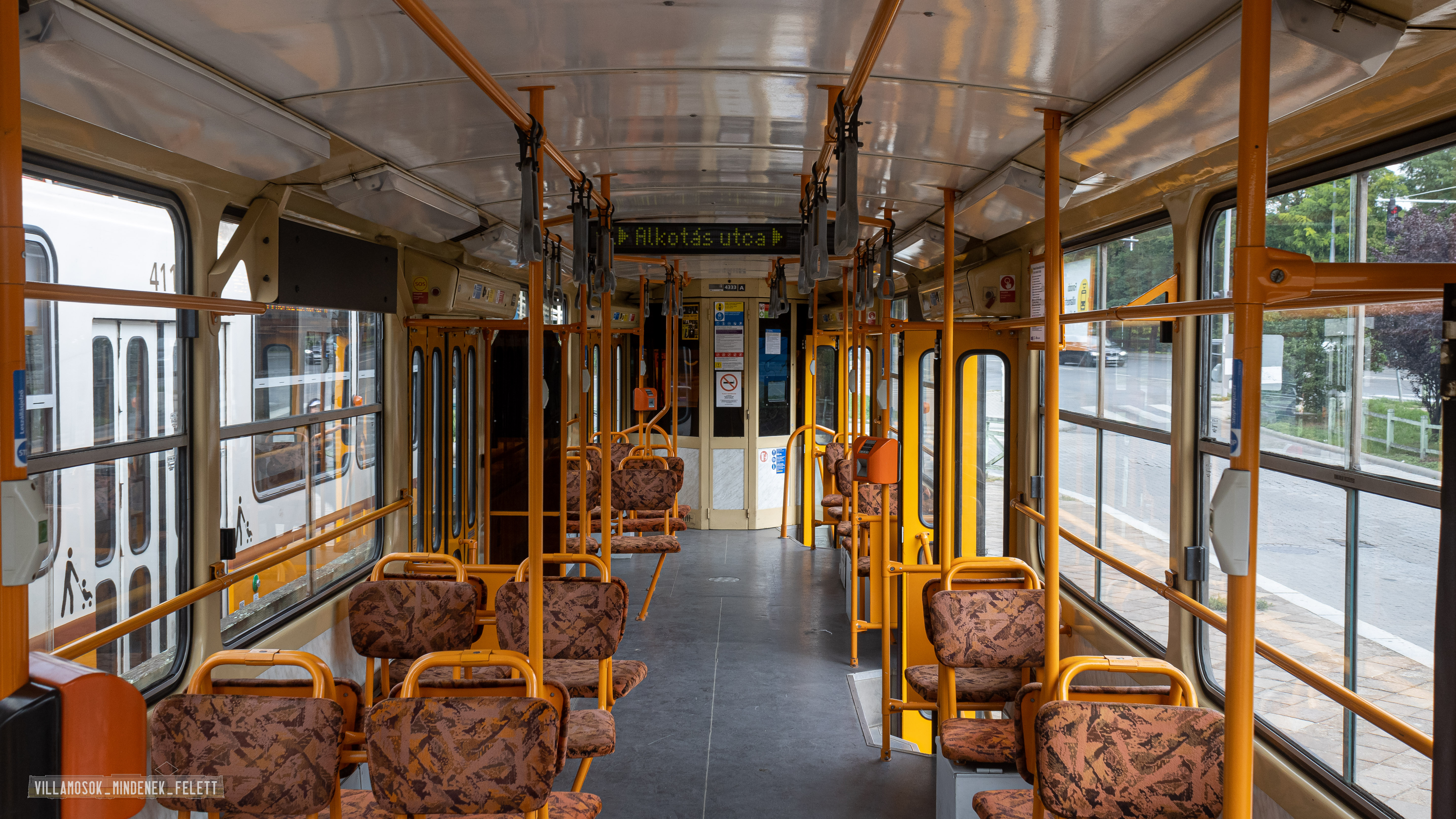
4333-as Tátra T5C5K2 belső tere
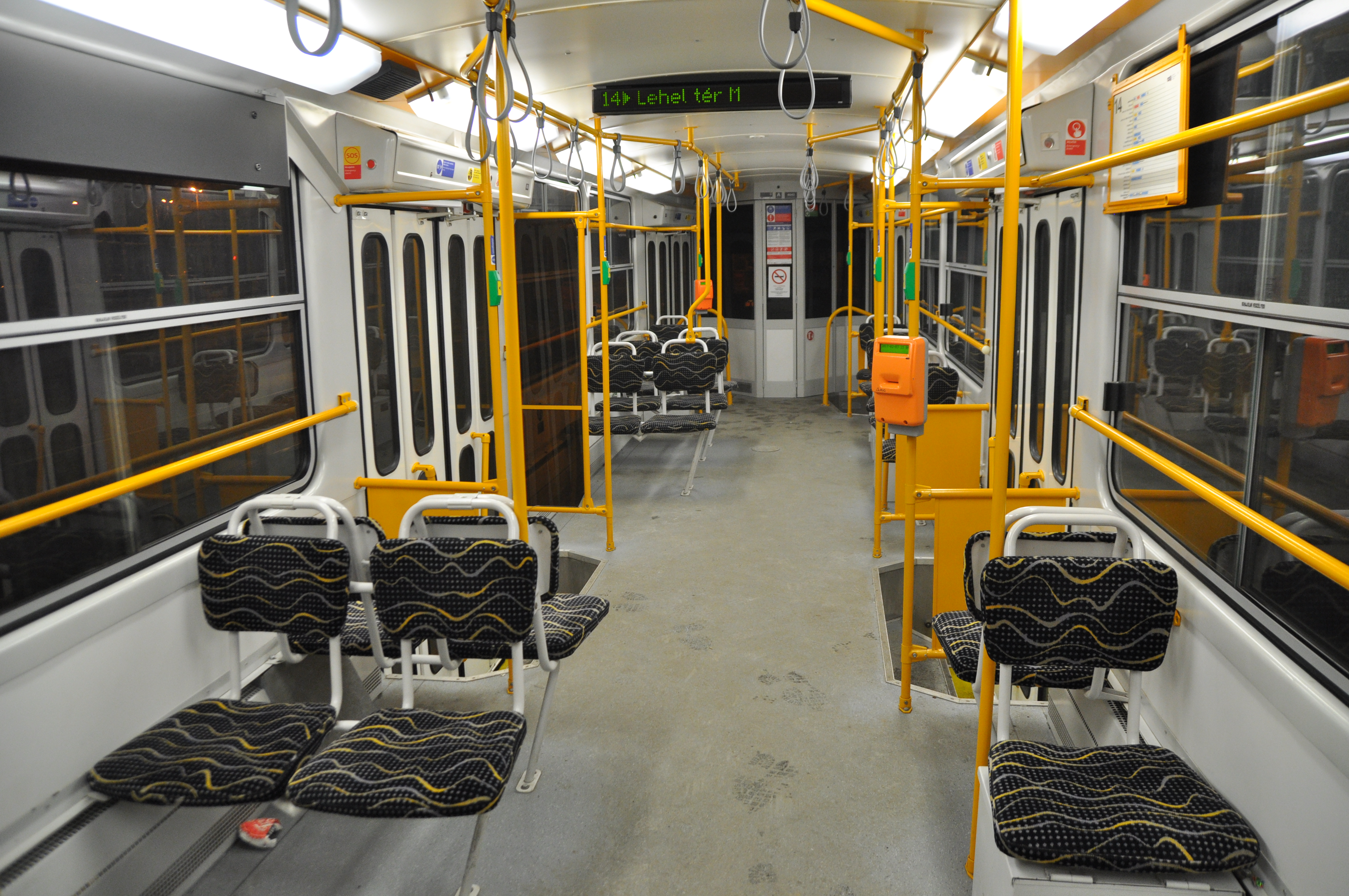
… és T5C5K2M belső tere